# Углегорськ (місто, Росія)
Углегорськ (рос. Углегорск,  (айн. Етуутору; 1905 — 1946 — Есутору; яп. 恵須取)) до 1945 Есуторі-чо — місто в Углегорському міському окрузі Сахалінської області Російської Федерації.
Населення становить 8687 осіб (2019).

## Назва
Айнське першопоселення на місці сучасного міста мало назву Етуутору (ету означає «мис», а утору — «між») — за назвою невеликої частини узбережжя в гирлі сучасної річки Углегорки 
.. 
Під час японського володарювання мав назву Есуторо (恵須取支庁).

## Географія
Углегорськ розташований на західному березі Сахаліну, за 297 км від Южно-Сахалінська.
Містом протікає річка Тухлянка ( Під час японського володарювання — канал Масурао). Здійснює стік води з с. Ольховка та м. Углегорська і, проходячи через місто, впадає в море на південь від гирла Углегорки. До зупинки Углегорського целюлозно-паперового комбінату до Тухлянки скидалися його технологічні води.

## Історія
З 1905 по 3 вересня 1945 року у складі губернаторства Карафуто Японії, відтак у складі Углегорського міського округу Сахалінської області.

## Населення
| 1925    | 1935    | 1959    | 1967    | 1970    | 1979    | 1989    |
| ------- | ------- | ------- | ------- | ------- | ------- | ------- |
| 5700    | ↗18 800 | ↘17 852 | ↘17 000 | ↗17 921 | ↗18 429 | ↘18 402 |
| 1992    | 1996    | 2000    | 2001    | 2002    | 2003    | 2005    |
| ↗19 100 | ↘17 500 | ↘15 700 | ↘15 300 | ↘13 396 | ↗13 400 | ↘12 800 |
| 2006    | 2007    | 2008    | 2009    | 2010    | 2011    | 2012    |
| ↘12 500 | ↘12 300 | ↘12 200 | ↘12 025 | ↘10 381 | ↗10 400 | ↘10 116 |
| 2013    | 2014    | 2015    | 2016    | 2017    | 2018    | 2019    |
| ↘9871   | ↘9597   | ↘9395   | ↘9198   | ↘9070   | ↘8860   | ↘8687   |

## Клімат
Місто Углегорськ прирівняно до районів Крайньої Півночі. Клімат помірний мусонний.
| Клімат Углегорськ (1939-1964) | Клімат Углегорськ (1939-1964) | Клімат Углегорськ (1939-1964) | Клімат Углегорськ (1939-1964) | Клімат Углегорськ (1939-1964) | Клімат Углегорськ (1939-1964) | Клімат Углегорськ (1939-1964) | Клімат Углегорськ (1939-1964) | Клімат Углегорськ (1939-1964) | Клімат Углегорськ (1939-1964) | Клімат Углегорськ (1939-1964) | Клімат Углегорськ (1939-1964) | Клімат Углегорськ (1939-1964) | Клімат Углегорськ (1939-1964) |
| Показник                      | Січ.                          | Лют.                          | Бер.                          | Квіт.                         | Трав.                         | Черв.                         | Лип.                          | Серп.                         | Вер.                          | Жовт.                         | Лист.                         | Груд.                         | Рік                           |
| Абсолютний максимум, °C       | −3                            | −1                            | 4                             | 11                            | 18                            | 21                            | 25                            | 25                            | 23                            | 17                            | 8                             | 1                             | 25                            |
| Середній максимум, °C         | −10,7                         | −7,9                          | −2,4                          | 4,6                           | 10,3                          | 14,8                          | 19,1                          | 21,1                          | 17,3                          | 9,7                           | 0,1                           | N/A                           | 5,7                           |
| Середня температура, °C       | −15,4                         | −13,7                         | −8,1                          | 0,6                           | 7,5                           | 13,7                          | 17,2                          | 17,1                          | 12,2                          | 4,9                           | −4,9                          | −12,4                         | 1,6                           |
| Середній мінімум, °C          | −19,4                         | −17,8                         | −12                           | −3,2                          | 1,8                           | 6,7                           | 11,4                          | 13,1                          | 8,3                           | 1,0                           | −7,7                          | −15                           | −2,7                          |
| Абсолютний мінімум, °C        | −37                           | −33                           | −28                           | −16                           | −8                            | −2                            | 2                             | 3                             | −1                            | −16                           | −23                           | −36                           | −37                           |
| Норма опадів, мм              | 32                            | 20                            | 25                            | 34                            | 46                            | 44                            | 71                            | 73                            | 77                            | 69                            | 59                            | 50                            |                               |
| ----------------------------- | ----------------------------- | ----------------------------- | ----------------------------- | ----------------------------- | ----------------------------- | ----------------------------- | ----------------------------- | ----------------------------- | ----------------------------- | ----------------------------- | ----------------------------- | ----------------------------- | ----------------------------- |

## Економіка
Традиційно основу економіки міста складають підприємства вугледобувної галузі, які розробляють вугільні шахти та розрізи на околицях.
З часів японського володарювання у місті діяв целюлозно-паперовий комбінат, який працював на деревині із лісів центральної частини Сахаліну.
У різні роки на комбінаті працювали від 1000 до 2000 осіб. У 1990-х роках комбінат припинив діяльність.
На території міста розташований морський порт Углегорськ, що є терміналом морського порту Шахтьорськ.
В Углегорську існує низка підприємств харчової промисловості (хлібозаводи, завод пиво-безалкогольних напоїв) та підприємство з видобутку та перероблення риби та морепродуктів, що працює на прибережних ресурсах. 
Поблизу міста працює низка сільгосппідприємств, які займаються рослинництвом та м'ясо-молочним тваринництвом.